# Un viaggio a Parigi
Viaggio a Parigi è una raccolta di cinque racconti di Ignazio Silone, scritto durante l'esilio dell'intellettuale abruzzese in Svizzera e pubblicato in lingua tedesca a Zurigo nel 1934. 
Nel 1993 fu pubblicato anche in italiano dalla Fondazione Ignazio Silone.
Viaggio a Parigi è stato pubblicato in cinque lingue, fra cui l'arabo, a cura dell'Università di Baghdad (2005).

## Racconti
I racconti contenuti nel libro sono, nell'ordine:
- Viaggio a Parigi
- Simplicio
- La volpe
- Letizia
- Don Aristotile

## Trama
Il racconto che dà il titolo alla raccolta, Viaggio a Parigi appunto, narra di un contadino di Fontamara di nome Beniamino che prima emigra a Roma, dove viene erroneamente scambiato per un delinquente, e successivamente a Parigi, viaggiando clandestinamente in una gabbia per animali. Nel corso del viaggio vivrà un incubo impressionante che lo convincerà a tornare al suo paese natale, rassegnandosi a subire le angherie del padre.